# Nusa Barung
Nusa Barung är en ö i Indonesien.   Den ligger i provinsen Jawa Timur, i den sydvästra delen av landet, 800 km öster om huvudstaden Jakarta. Arean är 80 kvadratkilometer.
Terrängen på Nusa Barung är lite kuperad. Öns högsta punkt är 280 meter över havet. Den sträcker sig 7,2 kilometer i nord-sydlig riktning, och 17,1 kilometer i öst-västlig riktning.